# Татарське склепіння

2 — Татарське склепіння

Тата́рське склепі́ння (рос. Татарский свод) — велика позитивна структура Російської платформи, яка являє собою частину ще більшої Татарсько-Комі-Перм'яцької системи склепінних підйомів, розташований на території Татарстану, Удмуртії та Кіровської області.
На території Удмуртії склепіння представлене Немським і Удмуртським виступами та Нижньокамською зоною лінійних дислокацій. На заході обмежене Казансько-Кажимським прогином (Кіровська область), на сході — Верхньокамською западиною. В межах склепіння на території Удмуртії відкрито 7 родовищ нафти, з яких розробляється Архангельське (з 1969 року).